# August Schoetensack

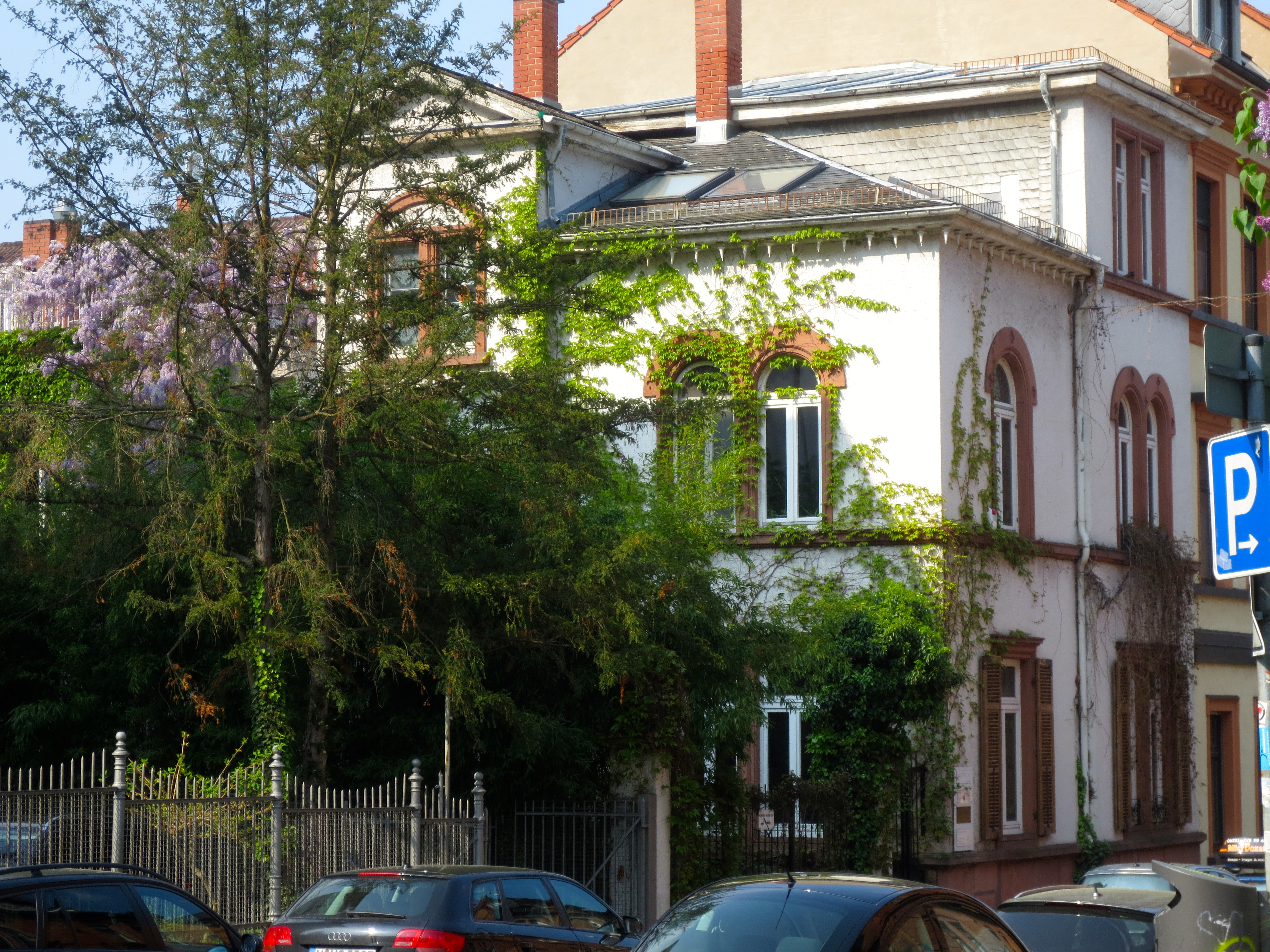
In diesem Anwesen in der Heidelberger Weststadt Blumenstraße 1, wuchs August Schoetensack heran. Hier lebte er mit seinen Eltern und seinem Bruder Otto Schoetensack junior, der später als niedergelassener Rechtsanwalt in diesem Haus praktizierte und lebte.

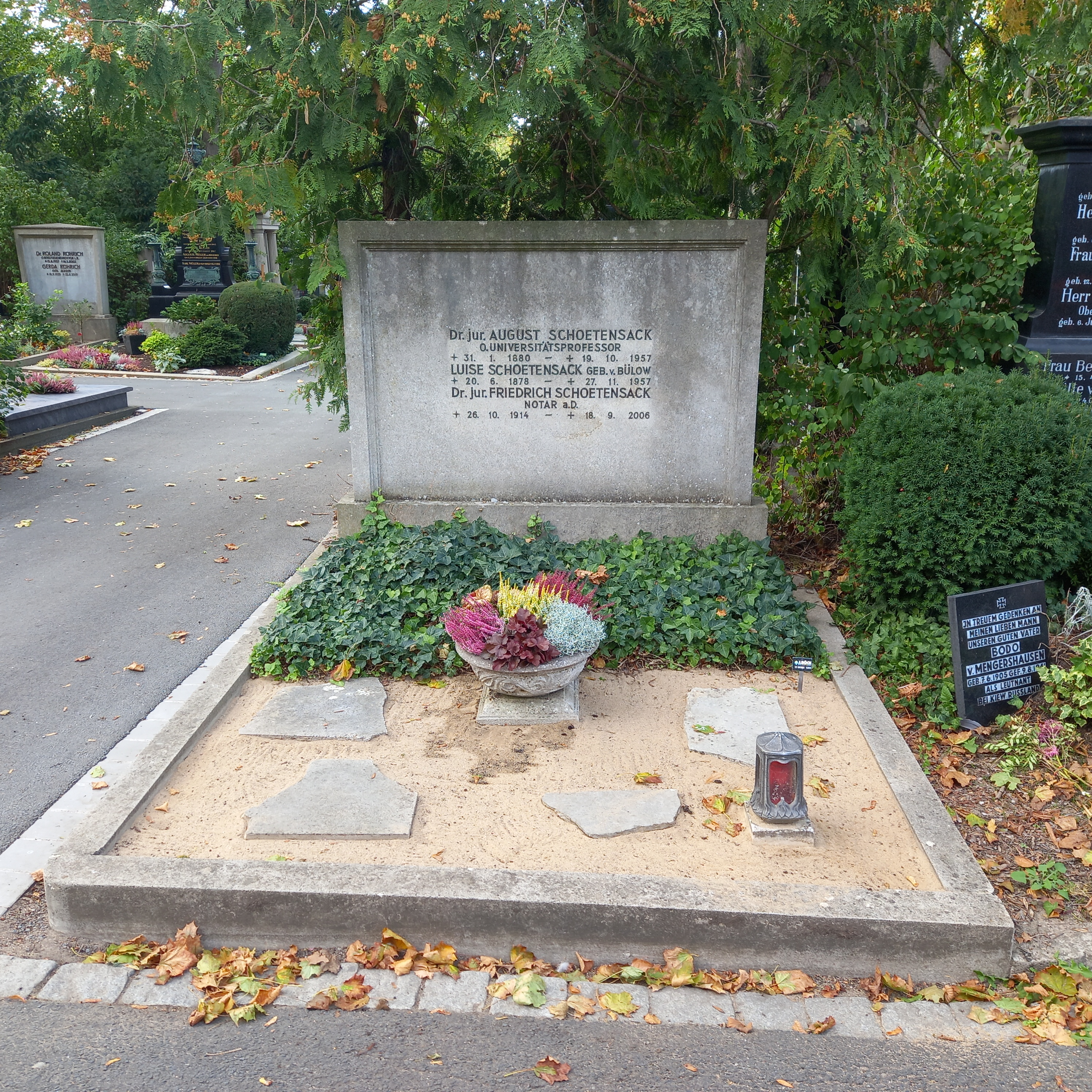
Das Grab von August Schoetensack und seiner Ehefrau Luise geborene von Bülow im Familiengrab auf dem Hauptfriedhof Würzburg

August Otto Schoetensack (* 31. Januar 1880 in Ludwigshafen; † 29. Oktober 1957 in Würzburg) war ein deutscher Rechtswissenschaftler und Ordinarius für Strafrecht und Strafprozessrecht.

## Herkunft und Familie
August Schoetensack ist der Sohn des Anthropologen und Paläontologen Otto Schoetensack und seiner Ehefrau Marie Schoetensack, geb. Schneider, der Tochter eines Arztes aus Ludwigshafen am Rhein. August Schoetensack vermählte sich am 5. August 1906 in Heidelberg mit Theophanie Marie Luise Bülow, Tochter des Rechtswissenschaftlers Oskar von Bülow. Der Ehe Schoetensacks mit Luise Bülow entstammen die Kinder Ottheinrich, Friedrich und Wolfgang.

## Werdegang

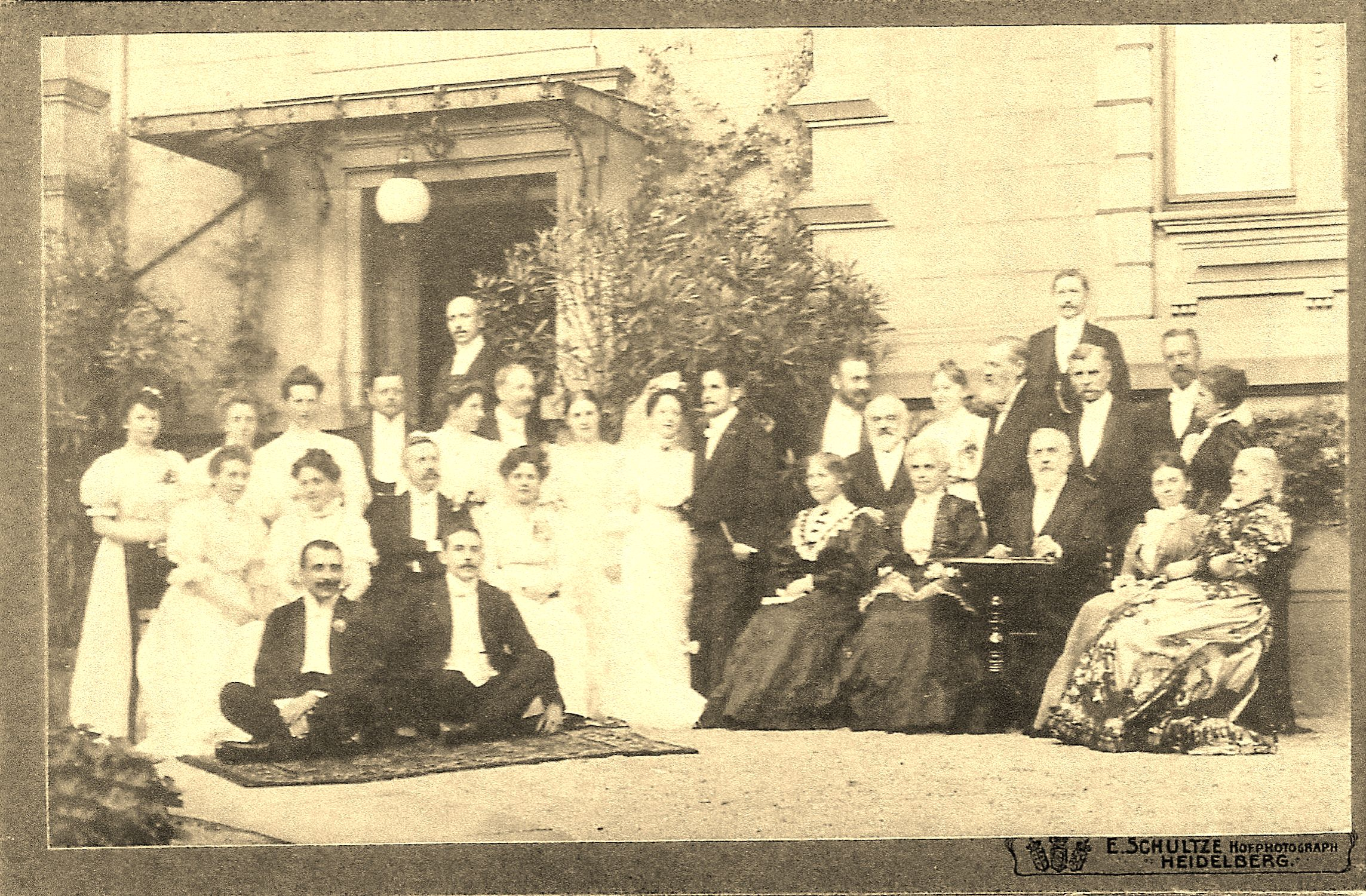
Hochzeitsfoto von August Schoetensack mit Luise Bülow. Die Trauung fand am 5. August 1906 in der Kapelle des Heidelberger Schlosses statt, Aufnahme vor der Villa Bülow in der Heidelberger Gaisbergstraße 81. Auf dem Foto sind Oskar von Bülow mit Ehefrau Sophie geborene Haug, Otto Schoetensack mit Ehefrau Marie, das Brautpaar, die Geschwister der Brautleute, weitere Verwandte und Freunde abgebildet.

### Gymnasialzeit Studium Dissertation
August Schoetensack besuchte das Kurfürst-Friedrich-Gymnasium Heidelberg, wo er auch sein Abitur ablegte. Schoetensack studierte anschließend an der Universität Genf, der Universität Leipzig, hier Strafrecht bei Karl Binding, und an der Ruperto Carola in Heidelberg Rechtswissenschaften und Philologie. 1904 wurde er in Heidelberg mit der Dissertation Der Strafprozess der Carolina zum Dr. jur. promoviert.

### Habilitation Universität Würzburg
Seine Habilitation mit der Schrift Der Konfiskationsprozess erfolgte 1906 an der Julius-Maximilians-Universität Würzburg bei Friedrich Oetker. Schoetensack lehrte in Würzburg ab 1906 als Privatdozent; 1910 wurde er zum außerordentlichen Professor an die Universität Würzburg berufen. Am 1. April 1913 folgte Schoetensack einem Ruf als ordentlicher Professor für Strafrecht und Strafprozessrecht an die Universität Basel.

### Ordinariat Universität Tübingen
1922 nahm er einen Ruf als Ordinarius an die Eberhard Karls Universität Tübingen an. 1934 übernahm August Schoetensack den Lehrstuhl des Emeritus Friedrich Oetker an der Universität Würzburg für Strafprozessrecht und freiwillige Gerichtsbarkeit.

## Berufsjahre

### Akademie für Deutsches Recht

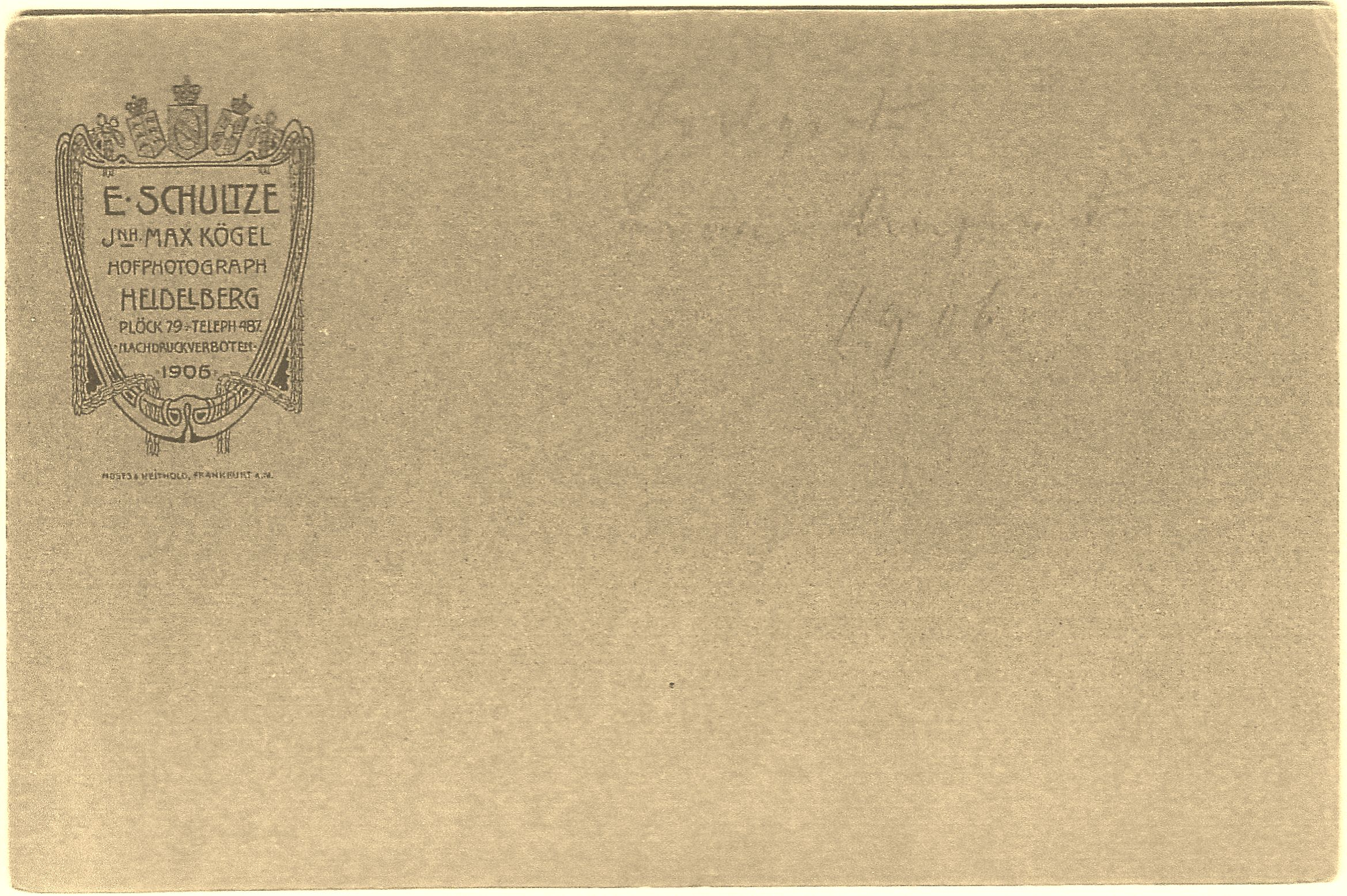
Rückseite des Hochzeitsphotos aufgenommen von E. Schultze, Inh. Max Kögel, Hofphotograph Heidelberg, 1906.

August Schoetensack war Mitglied der nationalsozialistischen Akademie für Deutsches Recht Hans Franks. 1934 war Schoetensack Vorsitzender des Unterausschusses für Strafvollzugsrecht der Akademie für Deutsches Recht. Zusammen mit Rudolf Cristians und Hans Eichler war Schoetensack Autor der „Denkschrift des Ausschusses für Strafvollstreckungsrecht der Strafrechtsabteilung der Akademie für Deutsches Recht“ mit dem Titel „Grundzüge eines deutschen Strafvollstreckungsrechts“. Vorsitzender des Hauptausschusses für Strafrecht war Roland Freisler. Ein Entwurf zu einem Strafgesetzbuch, den Schoetensack zusammen mit dem Rechtswissenschaftler und Professor Friedrich Oetker vor 1937 verfasst hatte, ist nicht überliefert.

## Späte Jahre

### Die Jahre nach 1945
Am 10. August 1945 wurde August Schoetensack entlassen, danach wieder eingestellt und am 30. November 1947 entpflichtet, diese Entscheidung wurde aber als nichtig revidiert. Schoetensack erhielt 1952 die Verleihung der Rechte eines Emeritus. Eine Würdigung Schoetensacks ist in der Neue Juristische Wochenschrift, Jahrgang 1955, S. 133 (Verfasser Max Kohlhaas), veröffentlicht.

## Schriften
- 1904  Der Strafprozess der Carolina, Dissertation
- 1906  Der Konfiskationsprozess, Habilitation
- 1909  Unbestimmte Verurteilung
- 1936  Grundzüge eines deutschen Strafvollstreckungsrechts
- 1937  Grundfragen des neuen Strafverfahrensrechts